# Puffinus conradi
Puffinus conradi je izumrla vrsta morske ptice iz porodice zovoja. 
Živjela je u ranom miocenu. Obitavala je u SAD-u, točnije u Calvert Countyu koji se nalazi u saveznoj državi Maryland. Na lokalitetu James T. Thomas, koji se nalazi u tom području, nađen je fosilni ostatak ove ptice. To mjesto je serravallijski morski vidokrug.